# دارة متكاملة محددة التطبيق

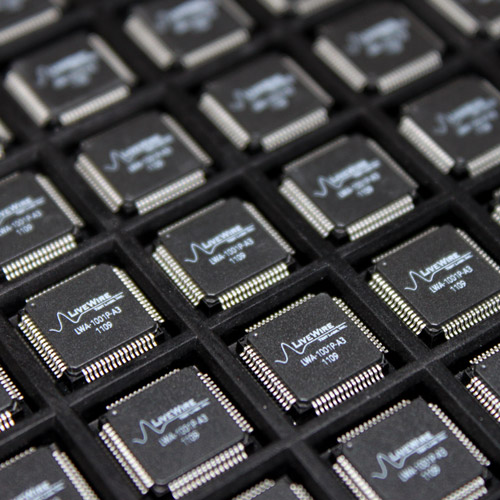
مجموعة من رقائق الدوائر المتكاملة مُحددة التطبيق (ASIC).

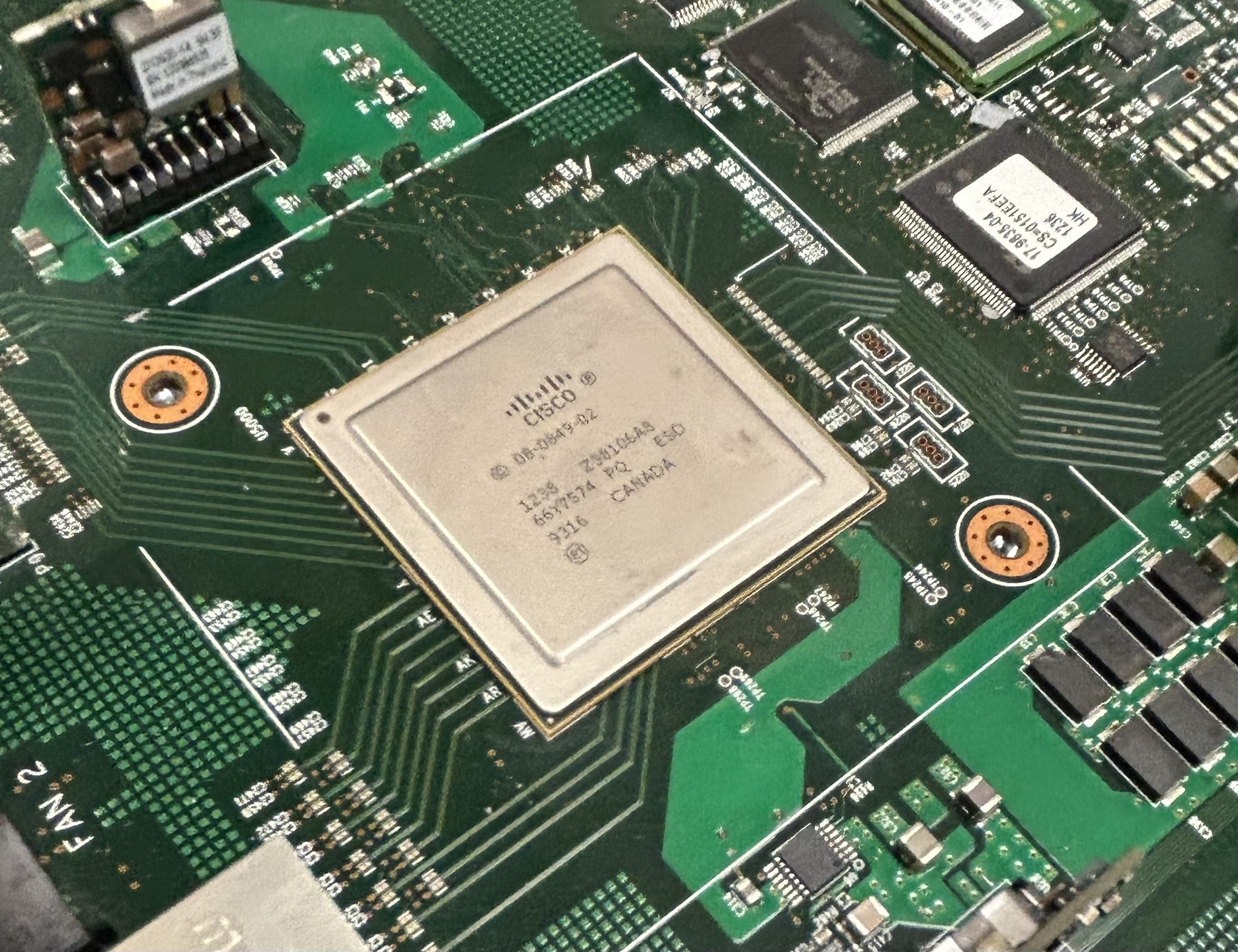
وحدة ASIC للمعالجة داخل مبدل شبكات.

الدارات المتكاملة مُحددة التطبيق ( ASIC /ˈeɪsɪk/ هي دائرة متكاملة (IC) مخصصة لغرض معين، وليس للاستخدام العام، مثل شريحة مصممة لتعمل في مسجل صوت رقمي أو برنامج ترميز فيديو عالي الكفاءة أو وظائف أقل تعقيدًا كحاسوب الدراجة الهوائية أو في ماكينة قهوة. يتم تصنيع شرائح ASIC عادةً باستخدام تقنية أشباه الموصلات المعدنية والأكسيدية (موسفت) (MOS).
مع تقلص أحجام الترنزيزتور وتحسن أدوات التصميم الإلكترومي على مر السنين، زاد التعقيد (وبالتالي الوظائف) الممكنة في ASIC من 5000 بوابة منطقية إلى أكثر من 100 مليون. غالبًا ما تشتمل ASICs الحديثة على وحدات مُعالجة مركزية كاملة ووحدات ذاكرة بما في ذلك ROM وRAM وEEPROM وذاكرة فلاش ووحدات بناء كبيرة أخرى. يُطلق على مثل هذه ASIC في كثير من الأحيان اسم SoC ( نظام على رقاقة ). غالبًا ما يستخدم مصممو ASICs الرقمية لغة وصف الأجهزة (HDL)، مثل Verilog أو VHDL ، لوصف/كتابة وظائف ASICs.
تُمثل «مصفوفات البوابات القابلة للبرمجة» (FPGA) تحسينًا للتكنولوجيا الحديثة فهي كمقابل للوحات التجارب ، مما يعني أنها ليست مصممة لتطبيق محدد على عكس ASICs. فهي قابلة للبرمجة للعديد من التطبيقات المختلفة. بالنسبة للتصميمات الأصغر أو أحجام الإنتاج الأقل، قد تكون وحدات FPGA أكثر فعالية من حيث التكلفة من تصميم ASIC، حتى في الإنتاج. يمكن أن تصل تكلفة الهندسة غير المتكررة (NRE) لـ ASIC إلى ملايين الدولارات. لذلك، يفضل مصنعو الأجهزة عادةً وحدات FPGA للنماذج والتجارب الأولية والأجهزة ذات حجم الإنتاج المنخفض. أما وحدات ASIC فهي للإنتاج الضخم للغاية حيث يمكن توزيع تكاليف NRE على العديد من الأجهزة.

## تصميمات الخلايا القياسية
في منتصف الثمانينيات من القرن العشرين، كان المصممون يختارون شركة تصنيع ASIC وينفذون تصميمهم باستخدام أدوات التصميم المتوفرة لدى الشركة المصنعة. ولكن على الرغم من توّفر أدوات تصميم تابعة لشركات أخري، لم يكن هناك رابط فعال بين كل الشركات أي يجب إعادة التصميم لأجل كُل مُصنع. كان الحل هو استخدام «الخلايا القياسية» . يمكن لكل مُصنع للدوائر المتكاملة مُحددة التطبيق (ASIC)، إنشاء وحدات وظيفية بخصائص كهربائية معروفة، مثل تأخير الانتشار والسعة والتحريض الكهرطيسي تتناسب مع تصميم الخلية القياسية. يؤدي هذا لاستخدام هذه الكتل الوظيفية لتحقيق كثافة بوابات عالية جدًا وأداء كهربائي جيد. الخلية القياسية تؤدي إلي تسهيل التصميم وسرعة الأداء والتطوير. (بما في ذلك الوقت المستغرق لطرح المنتج في السوق)